# 新英雄本色
《新英雄本色》是1994年上映的英屬香港電影。王晶導演，鄭伊健、劉青雲、王敏德主演。本片向吳宇森1986年電影《英雄本色》致敬。

## 演员
| 演员   | 角色              | 备注 |
| 鄭伊健 | 唐俊              | 尖沙咀黑幫老大，雷威的得力門生。辣椒男友，而後因為捲入販毒遭到警方拘捕並鎖定目標。之後得知販毒的幕後主腦為雷威，也聞訊辣椒遭毀容失蹤、大蝦取而代之成為新一代黑幫老大的一切事情之後。並勸說大蝦馬上離開雷威，而後得知大蝦遭雷威伏擊身亡之後決心報仇。最後與Simon聯手剷除雷威。 |
| 劉青雲 | 徐大蝦            | 慈雲山阿倫頭馬，之後因為阿超的緣故認識唐俊。成為唐俊頭馬，在唐俊之後遭陷害那兩年成了新一代黑幫老大，也成為了雷威新一代頭馬，之後在唐俊口中得知當年的一切幕後主腦為雷威的情況下與雷威決裂，最後遭到雷威伏擊身亡。                                                              |
| 王敏德 | 西門射雕（Simon） | 臥底 |
| 邱淑貞 | 辣椒              | 唐俊女友，後被雷威毀容後失蹤。 |
| 林國斌 | 雷威              | 提拔唐俊的一位過氣黑幫老大，雖然表面上提拔讓唐俊事業一帆風頭，但實際上是藉以唐俊的名氣在美國販毒。為人心狠手辣、偽善，也派人伏擊唐俊，將辣椒毀容。趁唐俊失勢的兩年提拔大蝦成新一代黑幫老大，之後也派人伏擊大蝦，最後死於唐俊槍下身亡。                                        |
| 鄒兆龍 | 荷蘭仔            | 雷威手下 |
| 許秋怡 | 徐大蝦老婆        | |
| 黃 霑  | 黃大文            | 御用大律師，社團叔父，曾為被控謀殺的徐大蝦辯護律師。 |
| 秦 沛  | 西門發            | 西門射雕父親 |
| 黃栢文 | 畢Sir             | O記 |
| 陳志輝 | 董標              | |
| 程 東  | 超                | 唐俊手下，忠心耿耿，最後為了保護唐俊慘死於荷蘭仔槍下身亡。 |
| 羅 莽  | 黑牛              | 被大蝦槍殺身亡 |
| 馮頌儀 | 蝦米              | 徐大蝦女兒 |
| 羅樹琪 | 法官              | |
| 梁佩瑚 | 叮噹              | |
| 李兆基 | 警察/大蝦左右手   | 最後改正歸邪跟咗大蝦搵食 |
| 鄭家生 | 殺手              | (粵語配音：周志輝) |
| 藍 靖  | 殺手              | |

## 外部連結
- 開眼電影網上《新英雄本色》的資料（繁體中文）
- 香港影庫上《新英雄本色》的資料（繁體中文）
- 时光网上《新英雄本色》的資料（简体中文）
- 豆瓣电影上《新英雄本色》的資料 （简体中文）
- AllMovie上《新英雄本色》的资料（英文）
- 爛番茄上《新英雄本色》的資料（英文）
- 互联网电影数据库（IMDb）上《新英雄本色》的资料（英文）